# Pablo de la Torriente Brau
Pablo de la Torriente Brau (San Juan de Puerto Rico, 12 de diciembre de 1901 - Majadahonda, provincia de Madrid, 19 de diciembre de 1936) fue un escritor y  periodista cubano.

## Biografía

### Orígenes y juventud
Nació en San Juan de Puerto Rico el 12 de diciembre de 1901, en el número 6 de la calle General O'Donnell. Era nieto del historiador Salvador Brau. A temprana edad viajó con sus padres a España, luego a Cuba y a su tierra natal, Puerto Rico, hasta que su familia se instaló definitivamente en Cuba.
A la edad de nueve años escribió su primer artículo para el periódico El Ateneísta. Cuatro años después ingresó en el Instituto de Segunda Enseñanza de Santiago de Cuba. Terminó el bachillerato en La Habana, donde la familia estableció nueva residencia.
En enero de 1920, viajó en calidad de delineante a Sabanazo, en la región oriental de Cuba, donde se proyectaba construir un ingenio azucarero. Allí conoció a Teté Casuso, que contaba entonces con siete años de edad y que años después se convertiría en su esposa.
Por esa época publicó artículos en la revista Nuevo Mundo, de la que fue igualmente redactor, repartidor y agente de suscripciones. Posteriormente trabajó en la "Comisión de Adeudos" de la Secretaría de Sanidad, hasta que pasó a trabajar de secretario en el bufete de Fernando Ortiz Fernández. 
El 28 de febrero de 1930 se publicó su primer libro de cuentos, "Batey". En julio de ese año se casó con Teresa Casuso Morín, ya para entonces una atractiva muchacha de dieciocho años, la mujer que lo acompañaría siempre. Pablo dejó testimonio frecuente de su amor por ella en cuentos y cartas y se mantuvieron unidos tanto en Cuba como en el exilio, hasta que los separó la guerra civil española y la muerte prematura de Pablo. El 30 de septiembre participó en la manifestación que se organizó contra los crímenes y atropellos del gobierno del dictador Gerardo Machado. En la refriega de los estudiantes con la policía durante esa jornada, el dirigente estudiantil Rafael Trejo González cayó herido de muerte y Pablo resultó herido en la cabeza.

### Encarcelamiento y exilio
El 3 de enero de 1931 es detenido y enviado a la cárcel habanera del Castillo del Príncipe. Al salir escribe la serie de artículos "105 días preso", publicada en el periódico "El Mundo". Poco tiempo después vuelve a ser detenido y esta vez trasladado y confinado en el llamado "Presidio Modelo" de Isla de Pinos.
De las experiencias vividas en el Presidio Modelo surgió "La isla de los 500 asesinatos", una serie de trece artículos que publicó en el periódico Ahora y que le sirvió de base con posterioridad para escribir su libro "Presidio Modelo", que dedicó de esta forma al gran amor de su vida: "A Teté Casuso, que me escribió una carta cada día de los quinientos que estuve preso." En mayo de 1933 fue trasladado a la cárcel de La Habana y puesto en libertad. Salió para el exilio junto a su esposa a bordo del vapor español Cristóbal Colón, que los dejó en Nueva York. Desde allí continuó luchando contra la dictadura de Gerardo Machado, quien finalmente fue derrocado el 12 de agosto.
A su regreso a Cuba publicó "Tierra o Sangre", serie de reportajes donde denunció los abusos cometidos contra el campesinado cubano. Colaboró sobre temas diversos, de preferencia deportivos y sociales, en las publicaciones El Mundo, Bohemia, Social, Carteles, Alma Mater, Línea y Orbe.
La caída del tirano no significó un cambio político en la isla y la lucha continuó. En 1935 se convocó una huelga general, pero esta fracasó y Pablo tuvo que partir una vez más al exilio. Su destino nuevamente fue Nueva York.  No obstante, su deseo de escribir y luchar por un mejor destino para Cuba, lo llevó a colaborar en las revistas Bohemia y Carteles, bajo el seudónimo de Carlos Rojas.

### Guerra civil española
El 18 de julio de 1936 estalló la guerra civil española y Pablo marchó al frente como corresponsal. El 28 de agosto logró embarcar en el buque Île de France como corresponsal de las revistas New Masses (Nueva York) y El Machete (México). Pasó por Bruselas donde asistió al "Congreso por la Paz". A su llegada a España, durante su estancia en Barcelona y luego en Madrid se dedicó a recoger testimonios y escribir crónicas memorables. 
El 11 de noviembre fue nombrado comisario de guerra y miembro del Estado Mayor del 109.º batallón de la 7.ª División. A la semana siguiente entró en Madrid. El 28 de noviembre tuvo un encuentro con el poeta Miguel Hernández. El 17 de diciembre recibió la orden de marchar hacia Majadahonda; falleció dos días después,alcanzado por un disparo. Durante varios días su cuerpo quedó tendido, hasta que pudo ser localizado y enterrado en un lugar seguro.
El poeta Miguel Hernández le dedicó su Elegía segunda, que decía así: «Pablo de la Torriente, / has quedado en España / y en mi alma caído».
Al caer la República en 1939, sus restos fueron sacados por un cubano en retirada y no se pudieron localizar. Sin embargo, finalmente en diciembre de 2018 sus restos fueron localizados en: "...el Cementerio de Montjuic, en Barcelona. Gracias a las investigaciones realizadas por miembros de la Asociación de Amigos de la Brigadas Internacionales (AABI) se ha contado con material suficiente para proceder a la exhumación, identificación y traslado de sus restos a Cuba, tal y como fue su deseo manifiesto ante la posibilidad de su muerte en España". En 1940 se publicó su libro Aventuras de un soldado desconocido cubano, obra inconclusa escrita en su segundo exilio de Nueva York.